# Hermann Brandauer
Hermann Brandauer (* 2. Mai 1887 in Wien; † 12. November 1962 in Sankt Gallen (Steiermark)) war ein österreichischer Unternehmer, Komponist, Alpinist und paläontologischer Sammler.
Brandauer war Besitzer der von seinem Urgroßvater begründeten Schreibfeder-Fabrik Carl Kuhn & Co. in Wien, die Firma wurde unter dem Nationalsozialismus 1938 aufgelöst. Er war auch als Komponist tätig, er komponierte Musikstücke für kleine und große Ensembles und zwei Opern. Nach ihm ist das Brandauer-Quartett benannt. Weiter war er ein geologisch interessierter Alpinist und paläontologischer Sammler. Brandauers Sammlung ging an Lambert Schüssler in St. Gallen über.

## Veröffentlichungen
- Drohender Felsabbruch in der NO-Wand der Planspitze. In: Verhandlungen der Geologischen Bundesanstalt. 1938, S. 147–148 (zobodat.at [PDF; 264 kB]).
- mit Odilo Haberleitner: St. Gallen und das St. Gallener Tal Fremdenverkehrsverein, St. Gallen 1952.
- Die „Schubmasse“ im Raume von St. Gallen. In: Verhandlungen der Geologischen Bundesanstalt. 1955, S. 264–267 (zobodat.at [PDF; 372 kB]).
- Fossilfunde am Hocheck bei St. Gallen. In: Verhandlungen der Geologischen Bundesanstalt. 1955, S. 267 (zobodat.at [PDF; 235 kB]).